# Habitatge al carrer Sant Quirze, 6 (Sant Feliu de Codines)
L'Habitatge al carrer Sant Quirze, 6 és una obra de Sant Feliu de Codines (Vallès Oriental) inclosa a l'Inventari del Patrimoni Arquitectònic de Catalunya.

## Descripció
Casa unifamiliar entre parets mitgeres. Coberta a dues vessants i carener paral·lel a la façana. Aquesta és de composició simètrica de paredat arrebossat. Consta de planta baixa i dos pisos. El portal d'accés és d'arc pla amb llinda d'una sola peça amb data: 1798. Hi ha tres finestres d'arc pla amb la pedra tallada als costats.

## Història
Aquesta casa pertany a la xarxa de noves construccions bastides a partir del segle xviii, com a resultat del desenvolupament econòmic que visqué la vila.